# Scambus lugubris
Scambus lugubris là một loài tò vò trong họ Ichneumonidae.